# روكمارت
روكمارت (بالإنجليزية: Rockmart, Georgia)‏ هي مدينة تقع في مقاطعة بولك، جورجيا بولاية جورجيا في الولايات المتحدة. تبلغ مساحة هذه المدينة 11.3 (كم²)، وترتفع عن سطح البحر 238 م، بلغ عدد سكانها 4199 نسمة في عام 2010 حسب إحصاء مكتب تعداد الولايات المتحدة.

## أعلام
- بيل كالهون
- ناثان دين
- هاري دين
- روبرت دبليو. إيفرت

## وصلات خارجية
- City of Rockmart, Georgia Official Website
- Cities & Counties - Georgia.gov